# Microlenecamptus lobanovi
Microlenecamptus lobanovi es una especie de escarabajo longicornio del género Microlenecamptus, tribu Dorcaschematini, orden Coleoptera. Fue descrita científicamente por Lazarev y Murzin en 2021.
El período de vuelo ocurre durante el mes de junio.

## Descripción
Mide 19 milímetros de longitud.

## Distribución
Se distribuye por Vietnam.